# Echitație la Jocurile Olimpice de vară din 2020 - întreceri pe echipe
Proba de echitație întreceri pe echipe de la Jocurile Olimpice de vară din 2020 a avut loc în perioada 30 iulie-2 august 2021 la Equestrian Park, Tokyo.

## Rezultate

### Clasament după proba de dresaj
| Țară                       | Rezultate individuale | Rezultate individuale      | Rezultate individuale | Penalizări echipă | Loc echipă |
| Țară                       | Călăreț               | Cal                        | Penalizări            | Penalizări echipă | Loc echipă |
| -------------------------- | --------------------- | -------------------------- | --------------------- | ----------------- | ---------- |
| Marea Britanie             | Oliver Townend        | Ballaghmor Class           | 23,60                 | 78,30             | 1          |
| Marea Britanie             | Laura Collett         | London 52                  | 25,80                 | 78,30             | 1          |
| Marea Britanie             | Tom McEwen            | Toledo de Kerser           | 28,90                 | 78,30             | 1          |
| Germania                   | Michael Jung          | Chipmunk                   | 21,10                 | 80,40             | 2          |
| Germania                   | Julia Krajewski       | Amande de B'Neville        | 25,20                 | 80,40             | 2          |
| Germania                   | Sandra Auffarth       | Viamant du Matz            | 34,10                 | 80,40             | 2          |
| Noua Zeelandă              | Tim Price             | Vitali                     | 25,60                 | 86,40             | 3          |
| Noua Zeelandă              | Jesse Campbell        | Diachello                  | 30,10                 | 86,40             | 3          |
| Noua Zeelandă              | Jonelle Price         | Grovine de Reve            | 30,70                 | 86,40             | 3          |
| Japonia                    | Kazuma Tomoto         | Vinci de la Vigne          | 25,90                 | 90,10             | 4          |
| Japonia                    | Yoshiaki Oiwa         | Calle 44                   | 31,50                 | 90,10             | 4          |
| Japonia                    | Toshiyuki Tanaka      | Talma d'Allou              | 32,70                 | 90,10             | 4          |
| Suedia                     | Louise Romeike        | Cato 60                    | 28,00                 | 91,10             | 5          |
| Suedia                     | Therese Viklund       | Viscera                    | 28,10                 | 91,10             | 5          |
| Suedia                     | Ludvig Svennerstål    | Balham Mist                | 35,00                 | 91,10             | 5          |
| Australia                  | Andrew Hoy            | Vassily de Lassos          | 29,60                 | 93,40             | 6          |
| Australia                  | Shane Rose            | Virgil                     | 31,70                 | 93,40             | 6          |
| Australia                  | Kevin McNab           | Don Quidam                 | 32,10                 | 93,40             | 6          |
| China                      | Alex Huan Tian        | Don Geniro                 | 23,90                 | 93,60             | 7          |
| China                      | Bao Yingfeng          | Flandia                    | 34,50                 | 93,60             | 7          |
| China                      | Sun Huadong           | Lady Chin van't Moerven Z  | 35,20                 | 93,60             | 7          |
| Statele Unite ale Americii | Phillip Dutton        | Z                          | 30,50                 | 94,60             | 8          |
| Statele Unite ale Americii | Boyd Martin           | Tsetserleg                 | 31,10                 | 94,60             | 8          |
| Statele Unite ale Americii | Doug Payne            | Vandiver                   | 33,00                 | 94,60             | 8          |
| Franța                     | Christopher Six       | Totem de Brecey            | 29,60                 | 95,10             | 9          |
| Franța                     | Karim Laghouag        | Triton Fontaine            | 32,40                 | 95,10             | 9          |
| Franța                     | Nicolas Touzaint      | Absolut Gold               | 33,10                 | 95,10             | 9          |
| Elveția                    | Felix Vogg            | Colero                     | 26,70                 | 99,20             | 10         |
| Elveția                    | Mélody Johner         | Toubleu de Rueire          | 36,10                 | 99,20             | 10         |
| Elveția                    | Robin Godel           | Jet Set                    | 36,40                 | 99,20             | 10         |
| Brazilia                   | Marcelo Tosi          | Glenfly                    | 31,50                 | 103,6             | 11         |
| Brazilia                   | Rafael Losano         | Fuiloda                    | 36,00                 | 103,6             | 11         |
| Brazilia                   | Carlos Paro           | Goliath                    | 36,10                 | 103,6             | 11         |
| Polonia                    | Malgorzata Cybulska   | Chenaro                    | 31,00                 | 104,6             | 12         |
| Polonia                    | Jan Kaminski          | Jard                       | 33,10                 | 104,6             | 12         |
| Polonia                    | Joanna Pawlak         | Fantastic Frieda           | 40,50                 | 104,6             | 12         |
| Irlanda                    | Sam Watson            | Flamenco                   | 34,30                 | 110,40            | 13         |
| Irlanda                    | Austin O'Connor       | Colorado Blue              | 38,00                 | 110,40            | 13         |
| Irlanda                    | Sarah Ennis           | Woodcourt Garrison         | 38,10                 | 110,40            | 13         |
| Thailanda                  | Korntawat Samran      | Bonero K                   | 32.50                 | 113,10            | 14         |
| Thailanda                  | Weerapat Pitakanonda  | Carnival March             | 38,20                 | 113,10            | 14         |
| Thailanda                  | Arinadtha Chavatanont | Boleybawn Prince           | 42,40                 | 113,10            | 14         |
| Italia                     | Susanna Bordone       | Imperial van de Holtakkers | 33,90                 | 115,40            | 15         |
| Italia                     | Vittoria Panizzon     | Super Cillious             | 38,60                 | 115,40            | 15         |
| Italia                     | Arianna Schivo        | Quefira de l'Ormeau        | 42,90                 | 115,40            | 15         |

### Clasament după proba de cross country
| Loc | Țară                       | Rezultate individuale   | Rezultate individuale      | Rezultate individuale    | Rezultate individuale | Penalizări echipă |
| Loc | Țară                       | Călăreț                 | Cal                        | Penalizări Cross Country | Total Penalizări      | Penalizări echipă |
| --- | -------------------------- | ----------------------- | -------------------------- | ------------------------ | --------------------- | ----------------- |
| 1   | Marea Britanie             | Oliver Townend          | Ballaghmor Class           | 0,00                     | 23,60                 | 78,30             |
| 1   | Marea Britanie             | Laura Collett           | London 52                  | 0,00                     | 25,80                 | 78,30             |
| 1   | Marea Britanie             | Tom McEwen              | Toledo de Kerser           | 0,00                     | 28,90                 | 78,30             |
| 2   | Australia                  | Andrew Hoy              | Vassily de Lassos          | 0,00                     | 29,60                 | 96,20             |
| 2   | Australia                  | Shane Rose              | Virgil                     | 0,00                     | 31,70                 | 96,20             |
| 2   | Australia                  | Kevin McNab             | Don Quidam                 | 2,80                     | 34,90                 | 96,20             |
| 3   | Franța                     | Christopher Six         | Totem de Brecey            | 1,60                     | 31,20                 | 97,10             |
| 3   | Franța                     | Karim Laghouag          | Triton Fontaine            | 0,00                     | 32,40                 | 97,10             |
| 3   | Franța                     | Nicolas Touzaint        | Absolut Gold               | 0,40                     | 33,50                 | 97,10             |
| 4   | Noua Zeelandă              | Tim Price               | Vitali                     | 1,20                     | 26,80                 | 104,00            |
| 4   | Noua Zeelandă              | Jesse Campbell          | Diachello                  | 14,40                    | 44,50                 | 104,00            |
| 4   | Noua Zeelandă              | Jonelle Price           | Grovine de Reve            | 2,00                     | 32,70                 | 104,00            |
| 5   | Statele Unite ale Americii | Phillip Dutton          | Z                          | 4,80                     | 35,30                 | 109,40            |
| 5   | Statele Unite ale Americii | Boyd Martin             | Tsetserleg                 | 3,20                     | 34,30                 | 109,40            |
| 5   | Statele Unite ale Americii | Doug Payne              | Vandiver                   | 6,80                     | 39,80                 | 109,40            |
| 6   | Germania                   | Michael Jung            | Chipmunk                   | 11,00                    | 32,10                 | 114,20            |
| 6   | Germania                   | Julia Krajewski         | Amande de B'Neville        | 0,40                     | 25,60                 | 114,20            |
| 6   | Germania                   | Sandra Auffarth         | Viamant du Matz            | 22,40                    | 56,50                 | 114,20            |
| 7   | Italia                     | Susanna Bordone         | Imperial van de Holtakkers | 11,00                    | 44,90                 | 132,80            |
| 7   | Italia                     | Vittoria Panizzon       | Super Cillious             | 3,60                     | 42,20                 | 132,80            |
| 7   | Italia                     | Arianna Schivo          | Quefira de l'Ormeau        | 2,80                     | 45,70                 | 132,80            |
| 8   | Irlanda                    | Sam Watson              | Flamenco                   | 13,00                    | 47,30                 | 161,00            |
| 8   | Irlanda                    | Austin O'Connor         | Colorado Blue              | 0,00                     | 38,00                 | 161,00            |
| 8   | Irlanda                    | Sarah Ennis             | Woodcourt Garrison         | 37,60                    | 75,70                 | 161,00            |
| 9   | China                      | Alex Hua Tian           | Don Geniro                 | 12,00                    | 35,90                 | 185,60            |
| 9   | China                      | Bao Yingfeng            | Flandia                    | 38,00                    | 72,50                 | 185,60            |
| 9   | China                      | Sun Huadong             | Lady Chin van't Moerven Z  | 42,00                    | 77,20                 | 185,60            |
| 10  | Elveția                    | Felix Vogg              | Colero                     | 11,80                    | 38,50                 | 311,40            |
| 10  | Elveția                    | Mélody Johner           | Toubleu de Rueire          | 0,40                     | 36,50                 | 311,40            |
| 10  | Elveția                    | Robin Godel             | Jet Set                    | 200,00                   | 236,40                | 311,40            |
| 11  | Japonia                    | Kazuma Tomoto           | Vinci de la Vigne          | 1,60                     | 27,50                 | 322,50            |
| 11  | Japonia                    | Yoshiaki Oiwa           | Calle 44                   | 200,00                   | 231,50                | 322,50            |
| 11  | Japonia                    | Toshiyuki Tanaka        | Talma d'Allou              | 30,80                    | 63,50                 | 322,50            |
| 12  | Brazilia                   | Marcelo Tosi            | Glenfly                    | 8,80                     | 40,30                 | 335,20            |
| 12  | Brazilia                   | Rafael Losano           | Fuiloda                    | 200,00                   | 236,00                | 335,20            |
| 12  | Brazilia                   | Carlos Paro             | Goliath                    | 22,80                    | 58,90                 | 335,20            |
| 13  | Polonia                    | Malgorzata Cybulska     | Chenaro                    | 200,00                   | 231,00                | 362,60            |
| 13  | Polonia                    | Jan Kaminski            | Jard                       | 12,80                    | 45,90                 | 362,60            |
| 13  | Polonia                    | Joanna Pawlak           | Fantastic Frieda           | 45,20                    | 85,70                 | 362,60            |
| 14  | Suedia                     | Louise Romeike          | Cato 60                    | 200,00                   | 269,00                | 711,10            |
| 14  | Suedia                     | Therese Viklund         | Viscera                    | 200,00                   | 228,10                | 711,10            |
| 14  | Suedia                     | Ludvig Svennerstål      | Balham Mist                | Retras                   | 35,00 20,00           | 711,10            |
| 14  | Suedia                     | Sara Algotsson Olstholt | Chicuelo                   | Retras                   | 200,00                | 711,10            |
| 15  | Thailanda                  | Korntawat Samran        | Bonero K                   | 200,00                   | 232,50                | 713,10            |
| 15  | Thailanda                  | Weerapat Pitakanonda    | Carnival March             | 200,00                   | 238,20                | 713,10            |
| 15  | Thailanda                  | Arinadtha Chavatanont   | Boleybawn Prince           | 200,00                   | 242,40                | 713,10            |

### Clasament după proba de sărituri (Clasament final)
| Loc | Țară                       | Rezultate individuale   | Rezultate individuale      | Rezultate individuale | Rezultate individuale | Total penalizări echipă |
| Loc | Țară                       | Călăreț                 | Cal                        | Penalizări sărituri   | Total penalizări      | Total penalizări echipă |
| --- | -------------------------- | ----------------------- | -------------------------- | --------------------- | --------------------- | ----------------------- |
| 1   | Marea Britanie             | Oliver Townend          | Ballaghmor Class           | 4,00                  | 27,60                 | 86,30                   |
| 1   | Marea Britanie             | Laura Collett           | London 52                  | 4,00                  | 29,80                 | 86,30                   |
| 1   | Marea Britanie             | Tom McEwen              | Toledo de Kerser           | 0,00                  | 28,90                 | 86,30                   |
| 2   | Australia                  | Andrew Hoy              | Vassily de Lassos          | 0,00                  | 29,60                 | 100,20                  |
| 2   | Australia                  | Shane Rose              | Virgil                     | 4,00                  | 35,70                 | 100,20                  |
| 2   | Australia                  | Kevin McNab             | Don Quidam                 | 0,00                  | 34,90                 | 100,20                  |
| 3   | Franța                     | Christopher Six         | Totem de Brecey            | 0,00                  | 31,20                 | 101,50                  |
| 3   | Franța                     | Karim Laghouag          | Triton Fontaine            | 4,00                  | 36,40                 | 101,50                  |
| 3   | Franța                     | Nicolas Touzaint        | Absolut Gold               | 0,40                  | 33,90                 | 101,50                  |
| 4   | Germania                   | Michael Jung            | Chipmunk                   | 0,00                  | 32,10                 | 114,20                  |
| 4   | Germania                   | Julia Krajewski         | Amande de B'Neville        | 0,00                  | 25,60                 | 114,20                  |
| 4   | Germania                   | Sandra Auffarth         | Viamant du Matz            | 0,00                  | 56,50                 | 114,20                  |
| 5   | Noua Zeelandă              | Tim Price               | Vitali                     | 12,00                 | 38,80                 | 116,40                  |
| 5   | Noua Zeelandă              | Jesse Campbell          | Diachello                  | 0,40                  | 44,90                 | 116,40                  |
| 5   | Noua Zeelandă              | Jonelle Price           | Grovine de Reve            | 0,00                  | 32,70                 | 116,40                  |
| 6   | Statele Unite ale Americii | Phillip Dutton          | Z                          | 8,00                  | 43,30                 | 125,80                  |
| 6   | Statele Unite ale Americii | Boyd Martin             | Tsetserleg                 | 4,40                  | 38,70                 | 125,80                  |
| 6   | Statele Unite ale Americii | Doug Payne              | Vandiver                   | 4,00                  | 43,80                 | 125,80                  |
| 7   | Italia                     | Susanna Bordone         | Imperial van de Holtakkers | 0,00                  | 44,90                 | 144,80                  |
| 7   | Italia                     | Vittoria Panizzon       | Super Cillious             | 8,00                  | 50,20                 | 144,80                  |
| 7   | Italia                     | Arianna Schivo          | Quefira de l'Ormeau        | 4,00                  | 49,70                 | 144,80                  |
| 8   | Irlanda                    | Sam Watson              | Flamenco                   | 8,00                  | 55,30                 | 177,00                  |
| 8   | Irlanda                    | Austin O'Connor         | Colorado Blue              | 4,00                  | 42,00                 | 177,00                  |
| 8   | Irlanda                    | Sarah Ennis             | Woodcourt Garrison         | 4,00                  | 79,70                 | 177,00                  |
| 9   | China                      | Alex Hua Tian           | Don Geniro                 | 8,80                  | 44,70                 | 209,60                  |
| 9   | China                      | Bao Yingfeng            | Flandia                    | 5,60                  | 78,10                 | 209,60                  |
| 9   | China                      | Sun Huadong             | Lady Chin van't Moerven Z  | 9,60                  | 86,80                 | 209,60                  |
| 10  | Elveția                    | Felix Vogg              | Colero                     | 8,00                  | 46,50                 | 339,40                  |
| 10  | Elveția                    | Mélody Johner           | Toubleu de Rueire          | 0,00                  | 36,50                 | 339,40                  |
| 10  | Elveția                    | Robin Godel             | Jet Set                    | –                     | 236,40                | 339,40                  |
| 10  | Elveția                    | Eveline Bodenmüller     | Violine de la Brasserie    | 0,00                  | 0,00                  | 339,40                  |
| 10  | Elveția                    | Penalizare înlocuire    | Penalizare înlocuire       | Penalizare înlocuire  | 20,00                 | 339,40                  |
| 11  | Japonia                    | Kazuma Tomoto           | Vinci de la Vigne          | 4,00                  | 31,50                 | 358,50                  |
| 11  | Japonia                    | Yoshiaki Oiwa           | Calle 44                   | –                     | 231,50                | 358,50                  |
| 11  | Japonia                    | Toshiyuki Tanaka        | Talma d'Allou              | 12,00                 | 75,50                 | 358,50                  |
| 11  | Japonia                    | Ryuzo Kitajima          | Feroza Nieuwmoed           | 0,00                  | 0,00                  | 358,50                  |
| 11  | Japonia                    | Penalizare înlocuire    | Penalizare înlocuire       | Penalizare înlocuire  | 20,00                 | 358,50                  |
| 12  | Brazilia                   | Marcelo Tosi            | Glenfly                    | R                     | 40,30                 | 463,60                  |
| 12  | Brazilia                   | Rafael Losano           | Fuiloda                    | 100,00 (R)            | 336,00                | 463,60                  |
| 12  | Brazilia                   | Carlos Paro             | Goliath                    | 4,00                  | 62,90                 | 463,60                  |
| 12  | Brazilia                   | Márcio Appel            | Iberon Jmen                | 4,40                  | 4,40                  | 463,60                  |
| 12  | Brazilia                   | Penalizare înlocuire    | Penalizare înlocuire       | Penalizare înlocuire  | 20,00                 | 463,60                  |
| 13  | Polonia                    | Malgorzata Cybulska     | Chenaro                    | 8,00                  | 239,00                | 479,80                  |
| 13  | Polonia                    | Jan Kaminski            | Jard                       | 9,20                  | 55,10                 | 479,80                  |
| 13  | Polonia                    | Joanna Pawlak           | Fantastic Frieda           | 100.00 (R)            | 185,70                | 479,80                  |
| 14  | Suedia                     | Louise Romeike          | Cato 60                    | 12,00                 | 240,00                | 744,30                  |
| 14  | Suedia                     | Therese Viklund         | Viscera                    | 8,40                  | 236,50                | 744,30                  |
| 14  | Suedia                     | Ludvig Svennerstål      | Balham Mist                | –                     | 35,00                 | 744,30                  |
| 14  | Suedia                     | Sara Algotsson Olstholt | Chicuelo                   | 12,80                 | 212,80                | 744,30                  |
| 14  | Suedia                     | Penalizare înlocuire    | Penalizare înlocuire       | Penalizare înlocuire  | 20,00                 | 744,30                  |
| 15  | Thailanda                  | Korntawat Samran        | Bonero K                   | 100.00 (R)            | 332,50                | 1013,10                 |
| 15  | Thailanda                  | Weerapat Pitakanonda    | Carnival March             | 100,00 (R)            | 338,20                | 1013,10                 |
| 15  | Thailanda                  | Arinadtha Chavatanont   | Boleybawn Prince           | 100,00 (R)            | 342,40                | 1013,10                 |